# Mesocrangon munitella
Mesocrangon munitella är en kräftdjursart som först beskrevs av A. O. Walker 1898.  Mesocrangon munitella ingår i släktet Mesocrangon och familjen Crangonidae. Inga underarter finns listade i Catalogue of Life.